# Додома (регіон)
Додома (англ. Dodoma) — один з 31 регіону (суах. mkoa) Танзанії. Загальна площа 41 311 км². За даними перепису 2012 року населення становило 2 083 588 осіб. Адміністративним центром регіону є місто Додома, столиця країни. Приріст населення (2002 → 2012): + 2,09% / в рік.

## Географія
Регіон Додома розташований в центрі Танзанії, займаючи близько 5% її материкової території.

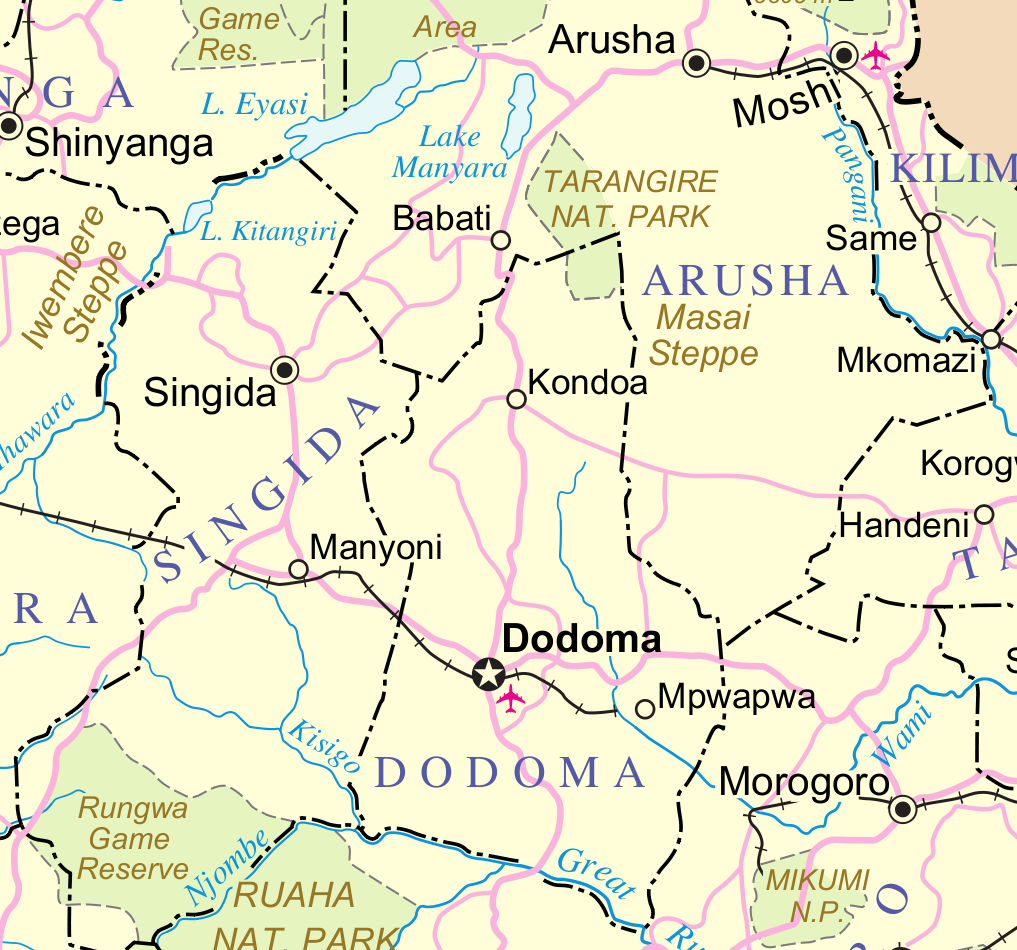
Мапа регіону

## Адміністративний поділ
Адміністративно регіон розділений на 7 районів.
| Райони регіону Аруша     | Райони регіону Аруша | Райони регіону Аруша | Райони регіону Аруша   | Райони регіону Аруша | Райони регіону Аруша                | Райони регіону Аруша |
| Мапа регіону             | Район                | Населення (2012)     | Адміністративний центр | Площа (2012), км²    | Щільність населення осіб / км(2012) |                      |
| ------------------------ | -------------------- | -------------------- | ---------------------- | -------------------- | ----------------------------------- | -------------------- |
| Districts of Arusha      | Чемба                | 235,711              | Чемба                  | 7,289                | 32,3                                |                      |
| Districts of Arusha      | Додомаa              | 410,956              | Додома                 | 2,607                | 157,6                               |                      |
| Districts of Arusha      | Кондоа               | 269,704              | Кондоа                 | 5,792                | 46,6                                |                      |
| Districts of Arusha      | Мпвапва              | 305,056              | Мпвапва                | 7,455                | 40,9                                |                      |
| Districts of Arusha      | Чамвіно              | 330,543              | Чамвіно                | 9,203                | 35,9                                |                      |
| Districts of Arusha      | Бахі                 | 221,645              | Бахі                   | 5,633                | 39,3                                |                      |
| Districts of Arusha      | Конгва               | 309,973              | Конгва                 | 3,958                | 78,3                                |                      |
| Разом                    | 2 083 588            |                      | 34,526                 | 41 311               | 50,4                                |                      |
| a включаючи місто Додома |                      |                      |                        |                      |                                     |                      |

## Економіка
Основними продуктами експорту є: зерно, боби, арахіс, тютюн, кава, чай. Населення займається вирощуванням великої рогатої худоби. 